# Base aérienne d'Ivanovo
La base aérienne d'Ivanovo (en russe : Иваново-Северный) est une base militaire située au nord de la ville d'Ivanovo, dans l'oblast d'Ivanovo, en Russie.

## Histoire
Ce fut la base de création du Régiment de chasse 2/30 Normandie-Niémen lors de la Seconde Guerre mondiale.
C'est la base du 610e Centre pour le combat et l'entrainement du personnel d'aviation qui utilise des A-50 ; du 81e régiment de transport aérienne utilisant des Il-76, An-12 et des An-22 .

### En images

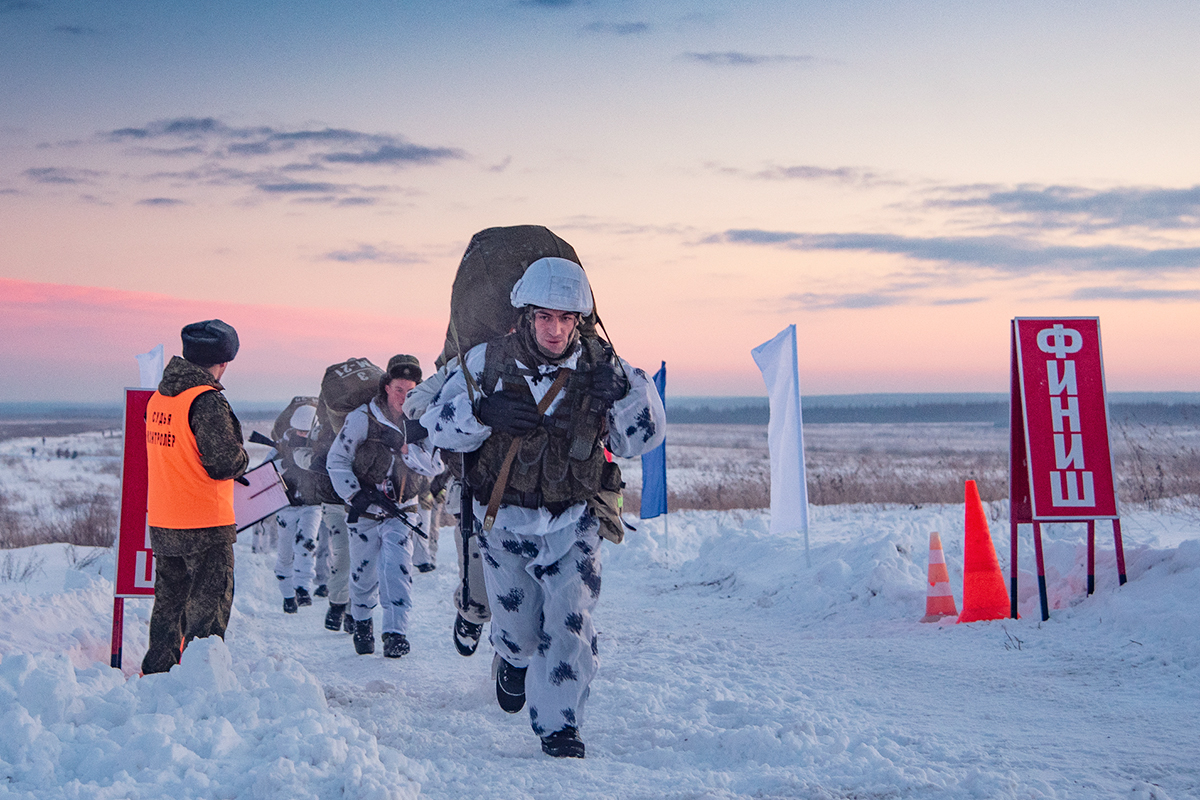
Un exercice de 2019, 98e division aéroportée de la Garde.
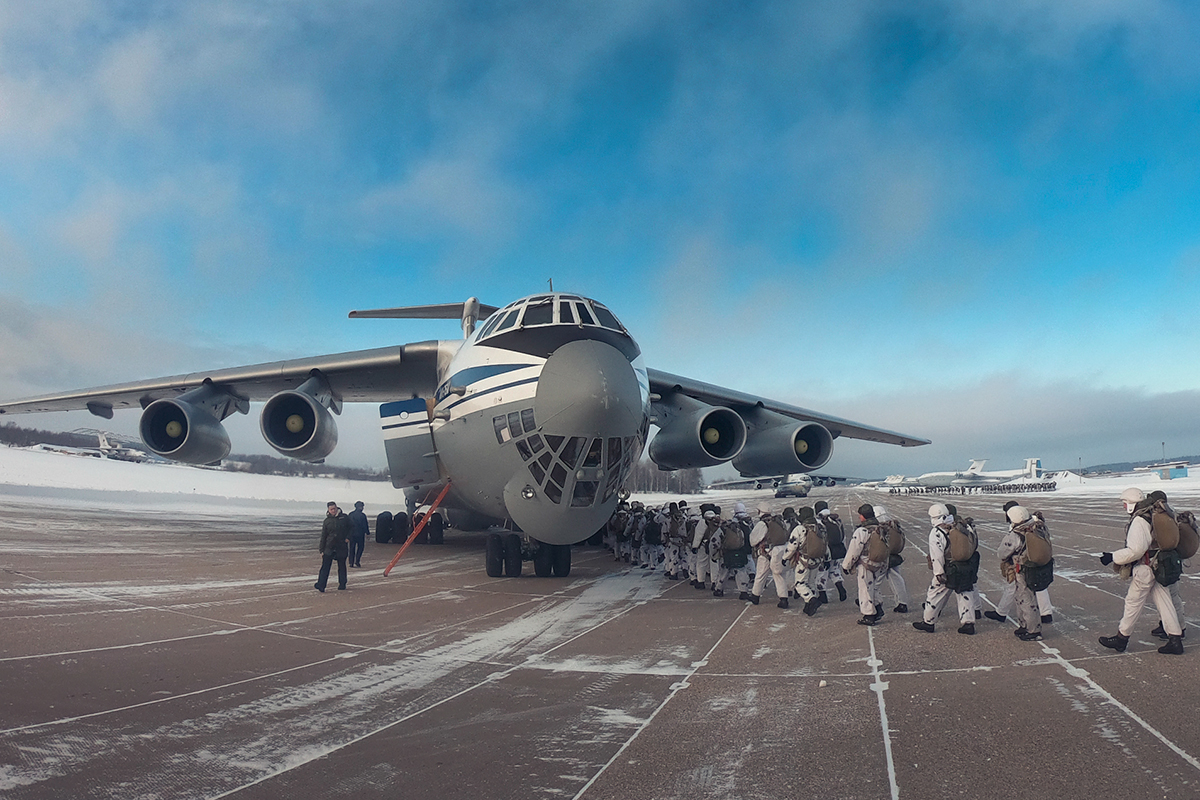
Un Il-76.
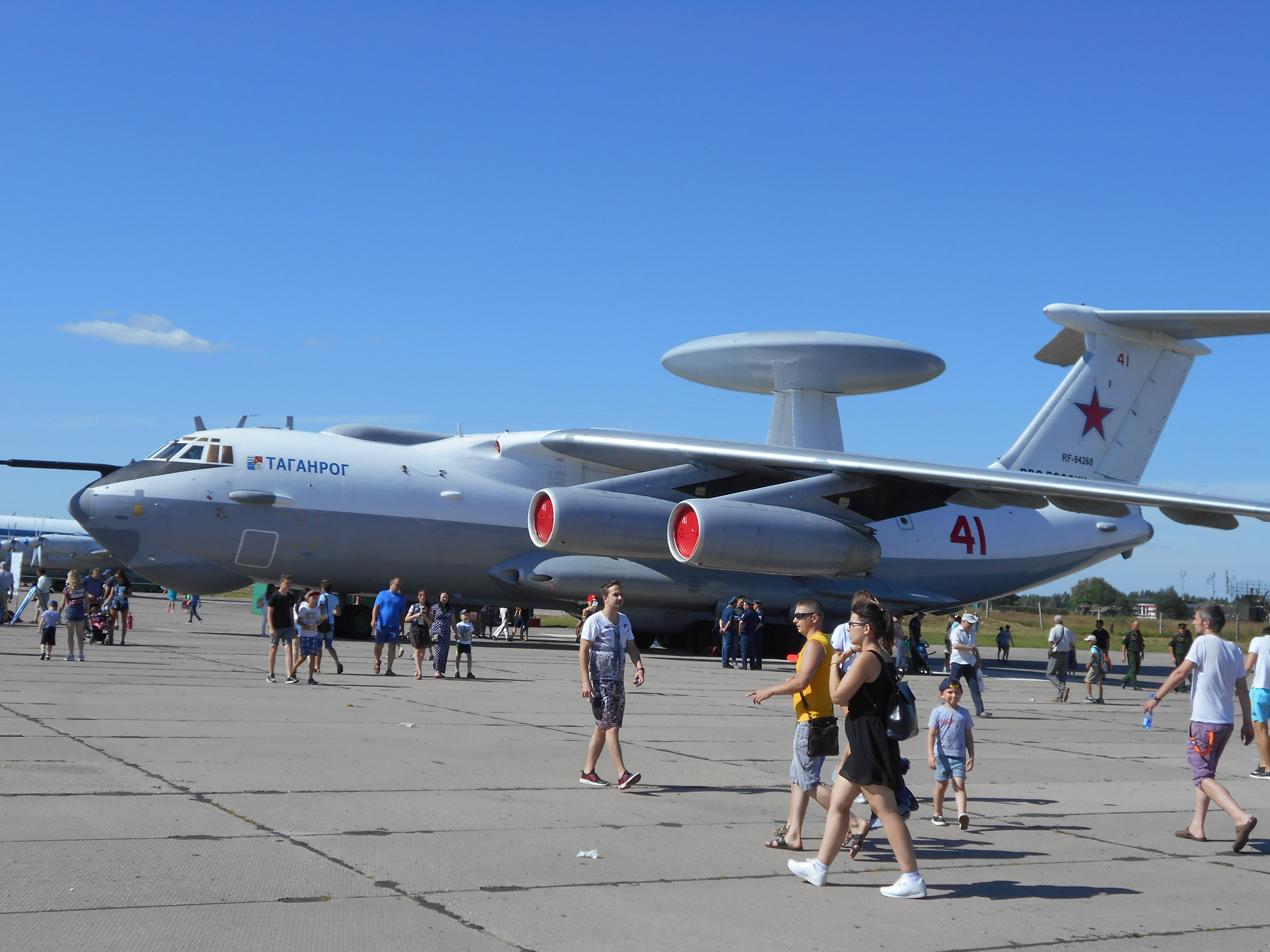
Un Iliouchine A-50 Taganrog n°41.
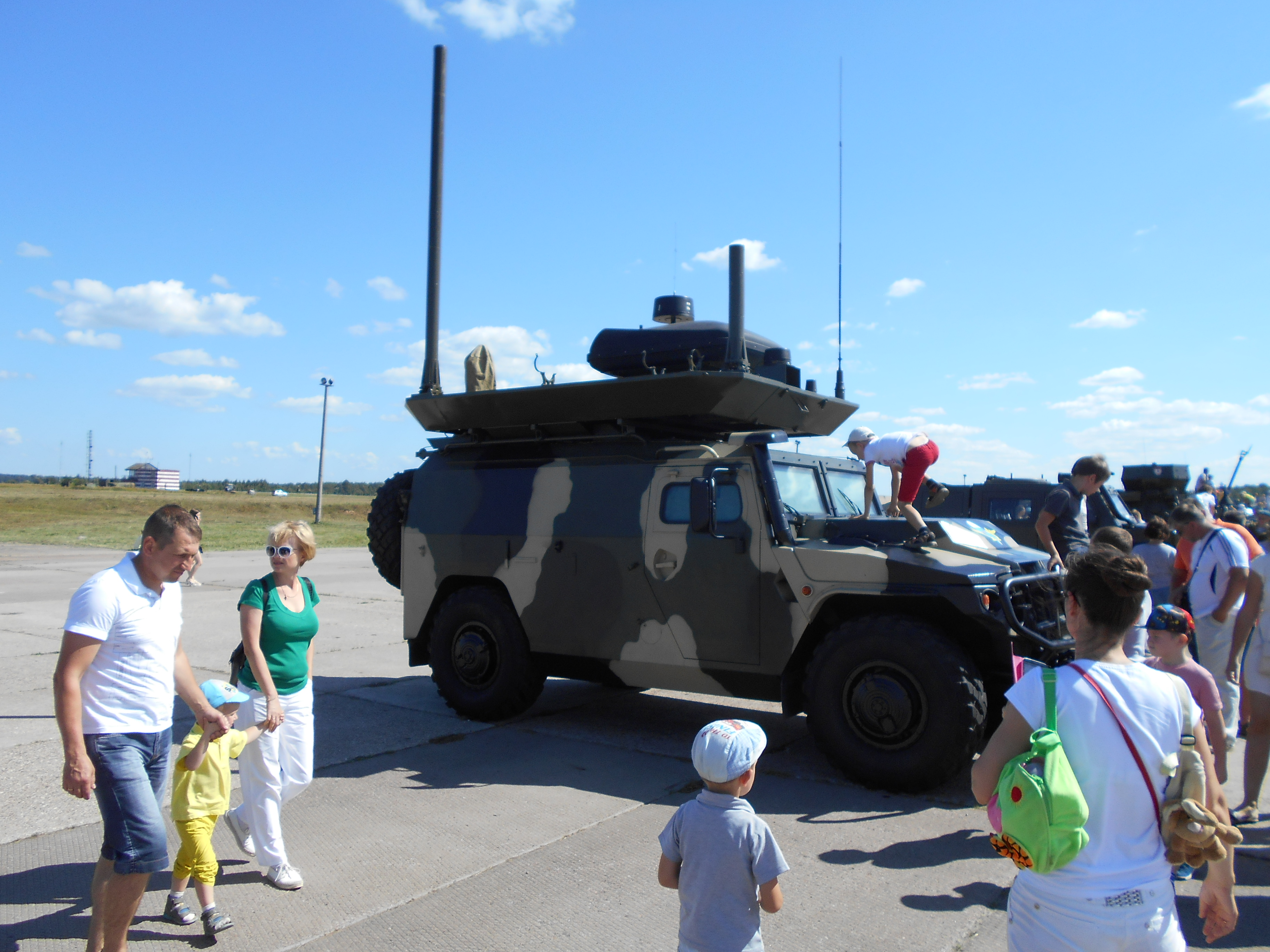
Un Leer-2 sur base d'un GAZ 2330 TIGR.